# Delko Marseille Provence KTM/Saison 2016
Dieser Artikel listet Erfolge und Fahrer des Radsportteams Delko Marseille Provence KTM in der Saison 2016 auf.

## Saison 2016

### Erfolge in der UCI Europe Tour
Bei den Rennen der UCI Europe Tour im Jahr 2016 gelangen dem Team nachstehende Erfolge.
| Datum        | Rennen                    | Kat. | Sieger                 |
| ------------ | ------------------------- | ---- | ---------------------- |
| 3. September | 4. Etappe Tour des Fjords | 2.1  | Asbjørn Kragh Andersen |

### Erfolge in der UCI Asia Tour
Bei den Rennen der UCI Asia Tour im Jahr 2016 gelangen dem Team nachstehende Erfolge.
| Datum           | Rennen                           | Kat. | Sieger         |
| --------------- | -------------------------------- | ---- | -------------- |
| 12. November    | 7. Etappe Tour of Taihu Lake     | 2.1  | Leonardo Duque |
| 5.–12. November | Gesamtwertung Tour of Taihu Lake | 2.1  | Leonardo Duque |

### Zugänge – Abgänge
| Zugänge                | Team 2015                               | Abgänge              | Team 2016                           |
| ---------------------- | --------------------------------------- | -------------------- | ----------------------------------- |
| Christophe Laborie     | Bretagne-Séché Environnement            | Clement Penven       | Équipe Cycliste de l’Armée de terre |
| Romain Combaud         | Équipe Cycliste de l’Armée de terre     | Ignatas Konovalovas  | FDJ                                 |
| Yannick Martinez       | Team Europcar                           | Yoann Paillot        |                                     |
| Frederik Strand Galta  | Team Coop-Øster Hus                     | Julien Loubet        | Fortuneo-Vital Concept              |
| Martin Laas            | Neoprofi                                | Gregoire Tarride     |                                     |
| Quentin Pacher         | Équipe Cycliste de l’Armée de terre     | Alexandre Blain      | Madison Genesis                     |
| Daniel Díaz            | Funvic Brasilinvest-São José dos Campos | Clement Saint Martin |                                     |
| Thierry Hupond         | Team Giant-Alpecin                      |                      |                                     |
| Leonardo Duque         | Colombia                                |                      |                                     |
| Asbjørn Kragh Andersen | Team TreFor-Blue Water                  |                      |                                     |
| Mikel Aristi           | Euskadi (2014)                          |                      |                                     |
| Delio Fernandez        | W52                                     |                      |                                     |

### Mannschaft
| Teamkader 2016                                   | Teamkader 2016     | Teamkader 2016 | Teamkader 2016                      |
| Name                                             | Geburtsdatum       | Land           | Vorheriges Team                     |
| ------------------------------------------------ | ------------------ | -------------- | ----------------------------------- |
| Mikel Aristi                                     | 28. Mai 1993       | Spanien        | Fundación Euskadi-EDP (2015)        |
| Romain Combaud                                   | 1. April 1991      | Frankreich     | Armée de terre (2015)               |
| Rémy Di Grégorio                                 | 31. Juli 1985      | Frankreich     | Martigues Sport Cyclisme (2013)     |
| Daniel Díaz                                      | 7. Juli 1989       | Argentinien    | Funvic-São José dos Campos (2015)   |
| Leonardo Duque                                   | 10. April 1980     | Kolumbien      | Colombia (2015)                     |
| Julien El-Farès                                  | 1. Juni 1985       | Frankreich     | Sojasun (2013)                      |
| Delio Fernández                                  | 17. Februar 1986   | Spanien        | W52-Quinta da Lixa (2015)           |
| Fredrik Strand Galta                             | 19. Oktober 1992   | Norwegen       | Coop-Øster Hus (2015)               |
| Benjamin Giraud                                  | 23. Januar 1986    | Frankreich     | AVC Aix-en-Provence (2010)          |
| Thierry Hupond                                   | 10. November 1984  | Frankreich     | Giant-Alpecin (2015)                |
| Asbjørn Kragh Andersen                           | 9. April 1992      | Dänemark       | Trefor-Blue Water (2015)            |
| Martin Laas                                      | 15. September 1993 | Estland        | Pro Immo Nicolas Roux (2015)        |
| Christophe Laborie                               | 5. August 1986     | Frankreich     | Bretagne-Séché Environnement (2015) |
| Yannick Martinez                                 | 4. Mai 1988        | Frankreich     | Team Europcar (2015)                |
| Quentin Pacher                                   | 6. Januar 1992     | Frankreich     | Armée de terre (2015)               |
| Evaldas Šiškevičius                              | 30. Dezember 1988  | Litauen        | Sojasun (2013)                      |
| Lucas De Rossi (1. Aug.–31. Dez., Stagiaire)     | 16. August 1995    | Frankreich     |                                     |
| Sofiane Merignat (1. Aug.–31. Dez., Stagiaire)   | 29. April 1997     | Frankreich     |                                     |
| Thomas Vaubourzeix (1. Aug.–31. Dez., Stagiaire) | 16. Juni 1989      | Frankreich     | Lupus Racing (2016)                 |
|                                                  |                    |                |                                     |
| Quellen: ProCyclingStats Cycling Archives        |                    |                |                                     |